# Аркона (мис)

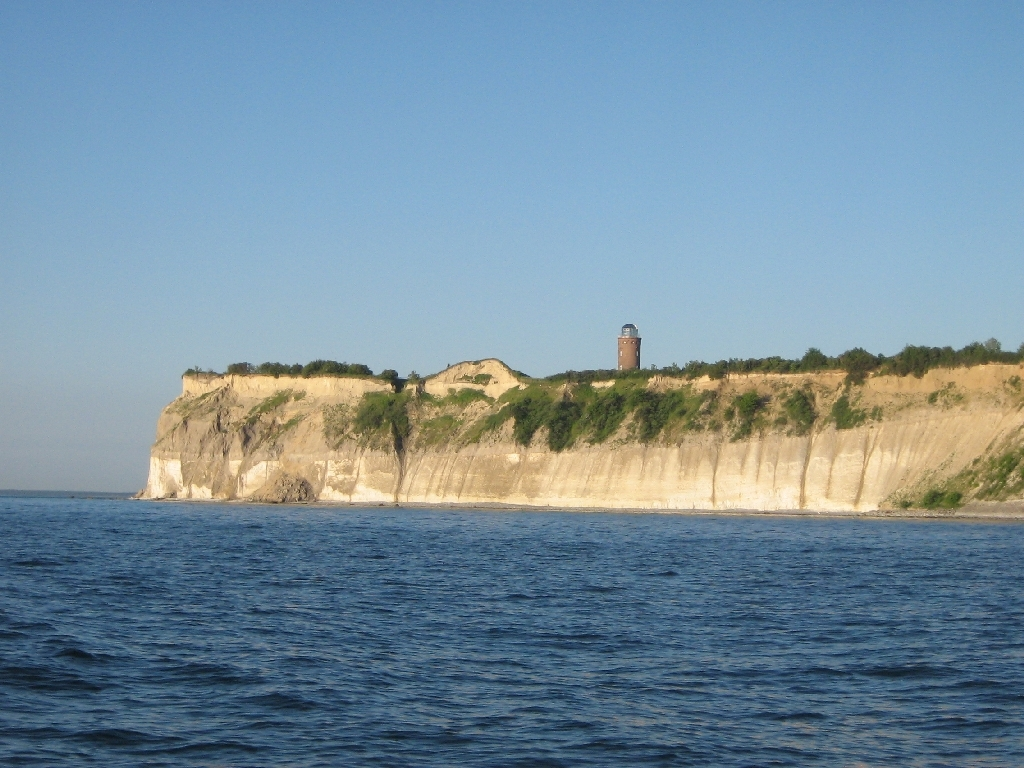
Мис Аркона. Північний захід

Мис Аркона (нім. Kap Arkona) — мис на острові Рюген в Мекленбург-Передня Померанія, Німеччина. Знаходиться на півострові Віттов і є його найпівнічнішим мисом; знаходиться за декілька кілометрів на північ від «Національного парку Ясмунд». 
До возз'єднання Німеччини, мис Аркона часто вважали найпівнічнішою точкою в Німецькій Демократичній Республіці. Тим не менш, скеля Gellort знаходиться приблизно в одному кілометрі північно-західніше.
Мис Аркона є одним з найпопулярніших визначних пам'яток на Рюгені, з приблизно 800 тисячами відвідувачів щороку.
На мисі є два маяки, два військових бункери, Peilturm, слов'янський Яромарсбург (Аркона) та декілька туристичних будівель (ресторани, бари, сувенірні магазини).

## Маяки

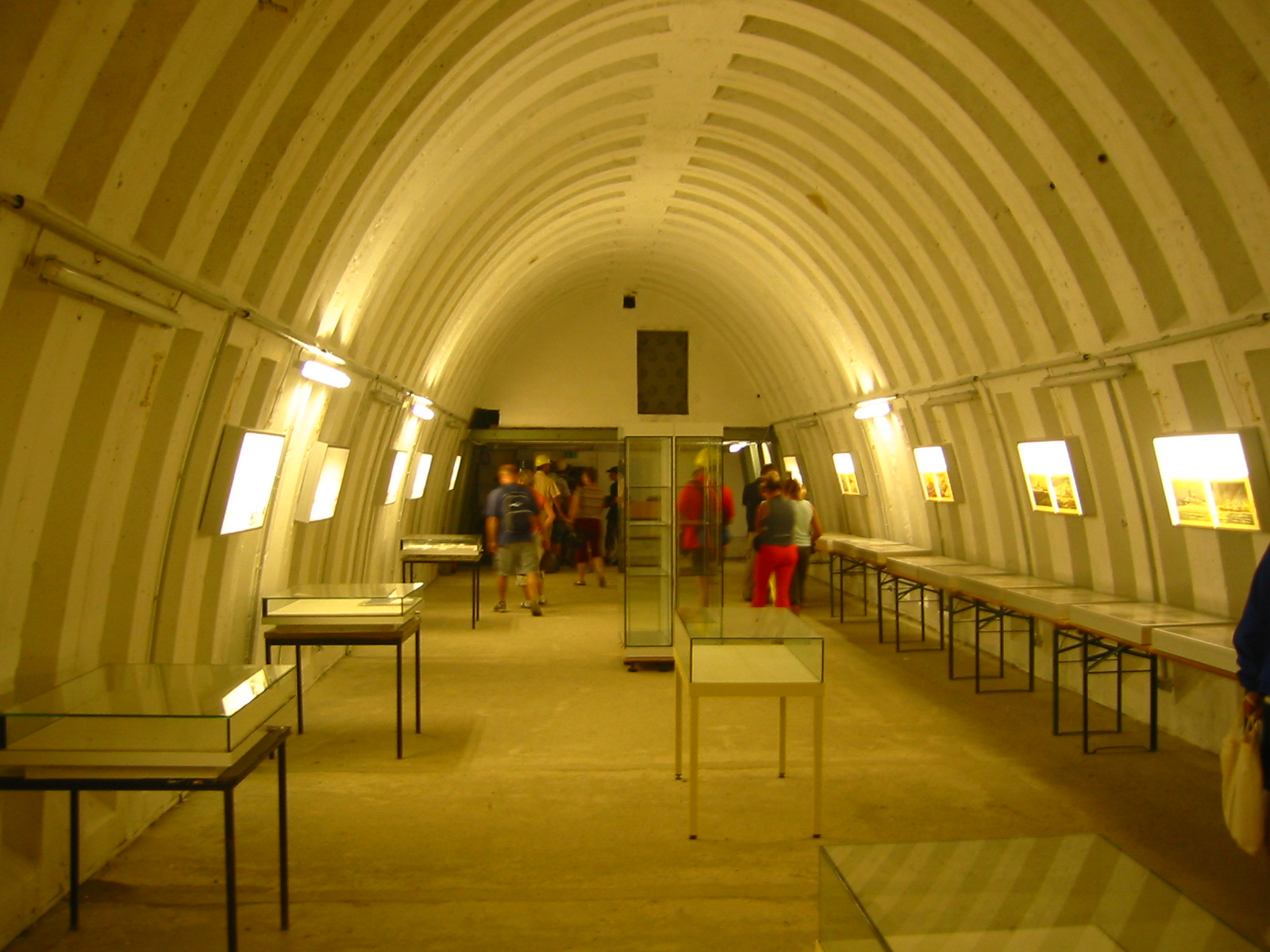
Виставка в бункері

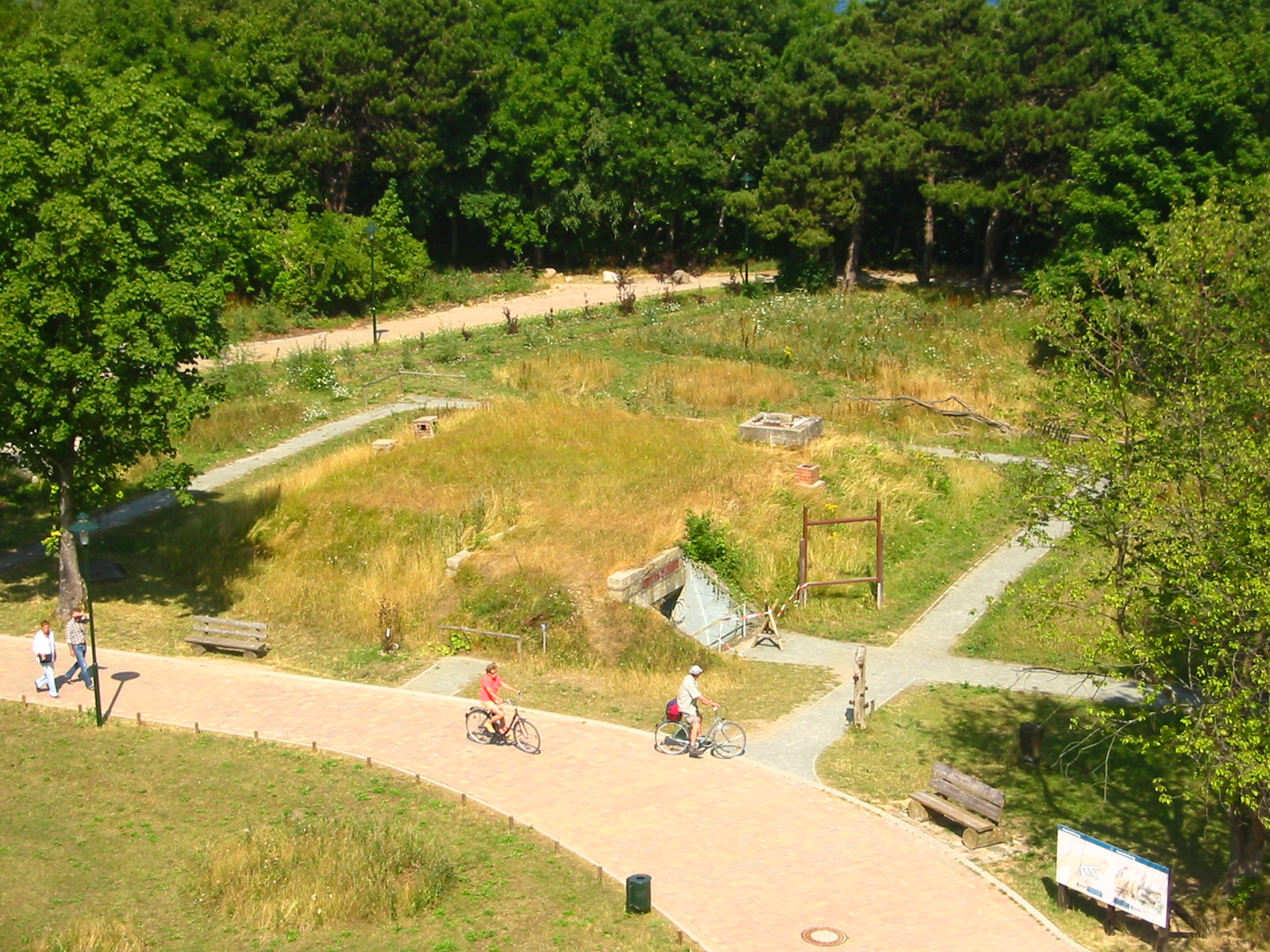
Вид на бункер Верхмахту з вежі Шинкеля

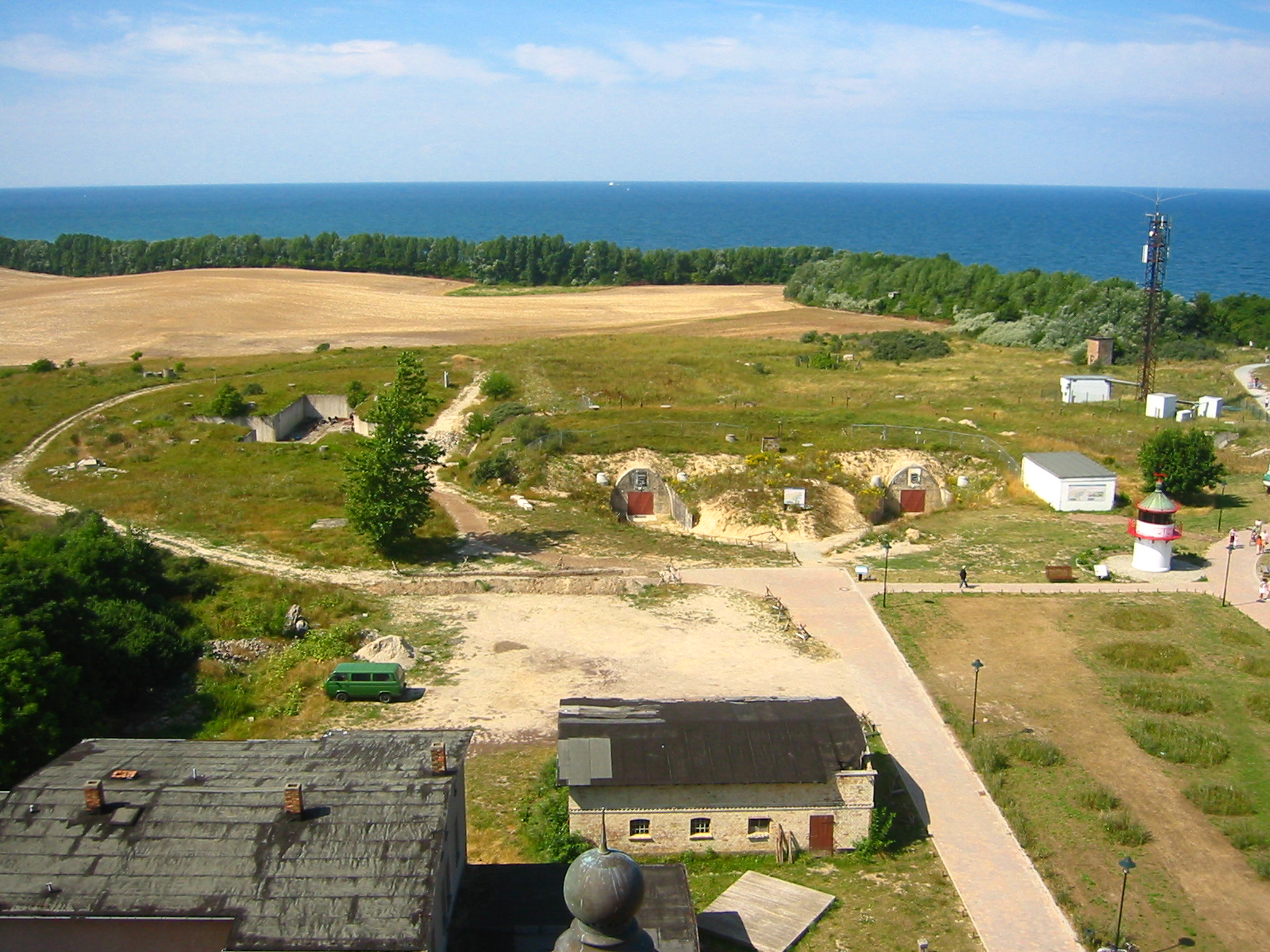
Вид з нового маяка на NVA бункер

Один з маяків побудований в 1827 році, інший в 1902 році. Старіший маяк є одним з найстаріших ще існуючих маяків Балтійського моря. Маяк 1827 року був побудований за проектом знаменитого архітектора Карла Фрідріха Шинкеля в цегляній кладці і в 1828 році введений в експлуатацію. Споруда маяка має 19,3 м у висоту, і має висоту джерела світла — 60 м над рівнем моря. Станом на 31 березня 1905 він був виведений з експлуатації. Він після маяка Травемюнде (нім. Leuchtturm Travemünde) є другим найстарішим маяком на німецькому узбережжі Балтійського моря.

## Яромарсбург
Храм-фортеця Аркона, сьогодні називається «Яромарсбург» (нім. Jaromarsburg), був релігійним центром слов'янських Ранів в ранньому середньовіччі. Храм був присвячений божеству Свантевіту, який був зображений з чотирма головами.
Фортеця Аркона була зруйнована в 1168 р., через данське вторгнення (див. Абсалон). Святилище слов'янського бога Свантевіта було також знищене. Ця подія передувала примусовій християнізації жителів регіону. Розкопки тривають.

## Бункери на мисі Аркона
У безпосередній близькості від двох маяків, є два бункера. В меншому бункері, що залишилися з часів Вермахту — розміщував за часів НДР агентство шостої Прибережної Прикордонної бригади (нім. Grenztruppen der DDR).

## Клімат
Щорічна середня температура становить 7,9 ° С. Опадів 521 мм на рік. Середня вологість дуже висока.